# Conca de la Plata

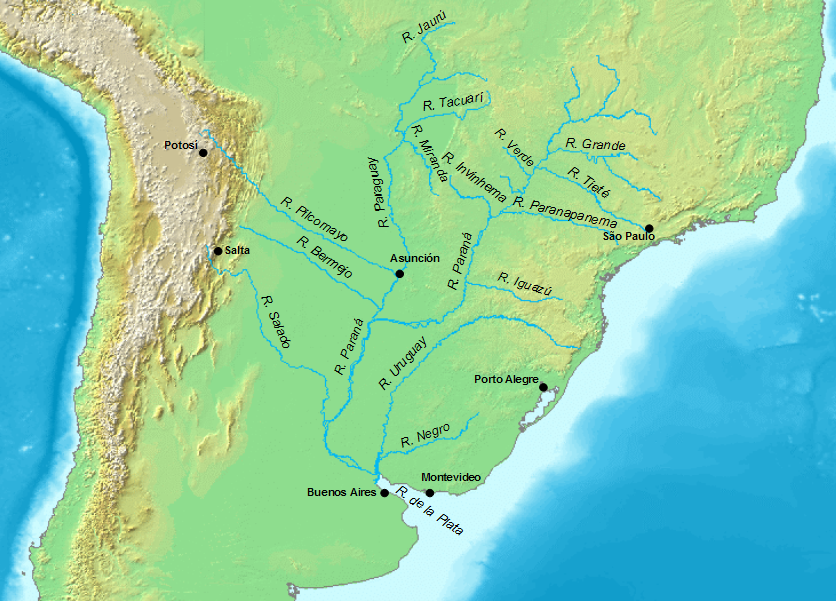
La Conca del Plata.

La Conca de la Plata, amb una superfície de 3.200.000 km² és la cinquena conca hidrogràfica més gran del món. Comprèn una part important dels territoris pertanyents a l'Argentina, Bolívia, Brasil i Uruguai, i la totalitat del territori de Paraguai. Les precipitacions que cauen en el seu àmbit es reuneixen en dos grans afluents, els rius Paranà i Uruguai, que després aboquen les seves aigües al riu de la Plata. El conjunt fluvial i lacustre de la Conca de la Plata forma el principal sistema de recàrrega de l'aqüífer Guaraní, una de les grans reserves continentals d'aigua dolça del món.